# محمد حرز الدين
محمد بن علي بن عبد الله المسلمي النجفي الملقب بـحرز الدين (30 يوليو 1857 - 3 أبريل 1946) فقيه جعفري وشاعر عربي عراقي. ولد في النجف ونشأ فيها، قرأ العربية والمنطق وأتقن الفقه الجعفري وحضر على فريق من الأعلام عصره وهو ينتمي إلى بيت من بيوت النجف العلمية. له شعر التقليدي وديوان أكثره في الغزل والنسيب والموعظة. توفي في النجف ورثاه عدد من شعراء عصره. له ديوان شعر ومؤلفات عديدة في الفقه.

## سيرته
هو محمد بن علي بن عبد الله بن حمد الله بن حرز الدين محمود المسلمي النجفي، ولد في النجف بولاية بغداد العثمانية في التاسع من ذي الحجّة 1273 هـ/ 30 يوليو 1857م. درس مبادئ العلوم الدينية في سنّ مبكّر. توفي والده وعمره أربع سنوات فكفله أخوه الشيخ عبد الحسين، فلما توفي الأخير عنى به أخوه الآخر الشيخ حسن، فتابع دراسته في النجف.
من شيوخه أخواه عبد الحسين وحسن، ومحمد طه نجف، إبراهيم الغراوي، محمد الإيرواني المعروف بالفاضل الإيرواني، محمد حسين الكاظمي، حبيب الله الرشتي، محمد كاظم الخراساني، محمد كاظم الطباطبائي اليزدي، محمد هادي الطهراني وغيرهم من علماء النجف. ومن تلامذته نجله علي، شهاب الدين المرعشي النجفي، محمّد باقر الجيلاني الأصفهاني، محمّد تقي ومحمّد ابنا حسين الخليلي، صادق الخليلي، حسن وهادي ابنا صالح القزويني، حسين ابن السيّد راضي القزويني، هادي الطرفي، محمّد تقي الشاه عبد العظيمي، صادق الطبيب.
توفي محمد حرز الدين في الثاني من جمادى الأُولى 1365 هـ/ 3 أبريل 1946 م بمحافظة الأنبار المملكة العراقية الهاشمية، ودُفن بمقبرته الخاصّة المجاورة لداره ومسجده بالنجف. رثاه العديد من الشعراء والأدباء بالقصائد.

## مؤلّفاته
| - تاريخ النجف الأشرف - معارف الرجال - الفوائد الرجالية - مراقد المعارف - المسائل في الفقه الاستدلالي - مفتاح النجاة - القواعد الفقهية - قواعد الأحكام - الطهارة وأنواعها - جامع الأُصول - مصادر الأُصول | - المسائل الغروية في العلوم العقلية والنقلية - الاحتجاج في علم الكلام - الأربعون حديثاً - رسالة في الإعجاز والمعجز ووجه إعجاز القرآن - الطب وأساس العلاج - الأسرار النجفية في الكيمياء - رسالة في علم النجوم - رسالة في المقادير والموازين والمساحات - قواعد اللغات الثلاث العربية والفارسية والتركية - وشى البرود ،ديوان شعره. |